# نيو بورت ريتشي
نيو بورت ريتشي (بالإنجليزية: New Port Richey)‏ هي مدينة أمريكية تقع في ولاية فلوريدا. تبلغ مساحة هذه المدينة 11.9 (كم²)،ويبلغ عدد سكانها 26033 نسمة حسب إحصاء سنة 2010 م 26033.تشير إحصاءات سنة 2000م بأن الكثافة السكانية في هذه المدينة تقدر بـ(1354.4) نسمة/كم2 